# Lianhua (köping i Kina, Sichuan, lat 28,41, long 105,30)
Lianhua (kinesiska: 莲花镇, 莲花) är en köping i Kina. Den ligger i provinsen Sichuan, i den sydvästra delen av landet, omkring 280 kilometer sydost om provinshuvudstaden Chengdu.
Genomsnittlig årsnederbörd är 1 332 millimeter. Den regnigaste månaden är september, med i genomsnitt 230 mm nederbörd, och den torraste är december, med 25 mm nederbörd.